# Nikola Kovachev
Nikola Kovachev (en búlgaro: Никола Димитров Ковачев; Blagóevgrad, Bulgaria, 4 de junio de 1934-Sofía, Bulgaria, 26 de noviembre de 2009) fue un futbolista y entrenador búlgaro que jugaba como defensa.

## Selección nacional
Fue internacional con la selección de fútbol de Bulgaria en 46 ocasiones y convirtió 2 goles. Entre sus grandes éxitos figura el de la medalla de los Juegos Olímpicos de Melbourne 1956.

## Clubes
Como jugador
| Club                 | País     | Año       | Partidos | Goles |
| -------------------- | -------- | --------- | -------- | ----- |
| FC Pirin Blagoevgrad | Bulgaria | 1950-1954 |          |       |
| Botev Plovdiv        | Bulgaria | 1955-1956 | 41       | 3     |
| CSKA Sofia           | Bulgaria | 1956-1976 | 174      | 10    |

Como entrenador
| Club       | País     | Año     |
| ---------- | -------- | ------- |
| CSKA Sofia | Bulgaria | 1974    |
| CSKA Sofia | Bulgaria | 1977-79 |

## Palmarés

### Campeonatos nacionales
| Título                      | Club       | País     | Año       |
| --------------------------- | ---------- | -------- | --------- |
| Liga A de Bulgaria          | CDNA Sofia | Bulgaria |           |
| Liga A de Bulgaria          | CDNA Sofia | Bulgaria | 1956-1957 |
| Liga A de Bulgaria          | CDNA Sofia | Bulgaria | 1957-1958 |
| Liga A de Bulgaria          | CDNA Sofia | Bulgaria | 1958-1959 |
| Liga A de Bulgaria          | CDNA Sofia | Bulgaria | 1959-1960 |
| Liga A de Bulgaria          | CDNA Sofia | Bulgaria | 1960-1961 |
| Copa del Ejército Soviético | CDNA Sofia | Bulgaria | 1961      |
| Liga A de Bulgaria          | CDNA Sofia | Bulgaria | 1961-1962 |
| Copa del Ejército Soviético | CDNA Sofia | Bulgaria | 1965      |
| Liga A de Bulgaria          | CDNA Sofia | Bulgaria | 1968-1969 |
| Copa del Ejército Soviético | CDNA Sofia | Bulgaria | 1969      |
| Liga A de Bulgaria          | CDNA Sofia | Bulgaria | 1970-1971 |
| Liga A de Bulgaria          | CDNA Sofia | Bulgaria | 1971-1972 |
| Copa del Ejército Soviético | CDNA Sofia | Bulgaria | 1972      |
| Liga A de Bulgaria          | CDNA Sofia | Bulgaria | 1972-1973 |
| Copa del Ejército Soviético | CDNA Sofia | Bulgaria | 1973      |
| Copa del Ejército Soviético | CDNA Sofia | Bulgaria | 1974      |
| Liga A de Bulgaria          | CDNA Sofia | Bulgaria | 1955      |
| Liga A de Bulgaria          | CDNA Sofia | Bulgaria | 1974-1975 |
| Liga A de Bulgaria          | CDNA Sofia | Bulgaria | 1975-1976 |